# 苄基
苄基（benzyl group）又稱苯甲基，是有机化学中具有 R–CH
2–C
6H
5 结构的取代基或分子片段，即甲苯的甲基上的氢被去掉后形成的基团。苄基具有一个连接亚甲基（–CH
2–）的苯环（C
6H
6）。有机合成中，苄基缩写为Bn。
有机合成中苄基被用于保护羟基，包括醇和羧酸。

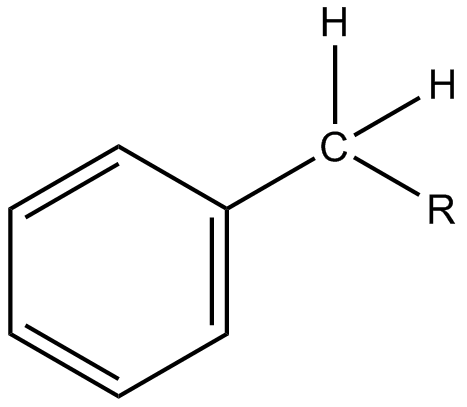
苄基

上苄基：在碱水（例如：碳酸钾）和二氯甲烷体系中缓慢滴入溴化苄，加热至30~40度。
脱苄基：H2/Pd 50Psi氢化，或者用硫酸。